# Гвендолін Грем та Кеті Вуд
Гвендолін Ґрем (англ. Gwendolyn Graham; нар.. 6 серпня 1963) та Кеті Вуд (англ. Cathy Wood; нар.. 7 березня 1962) — американські жінки-серійні вбивці, засуджені за вбивство п'ятьох літніх жінок у Волкері, штату Мічиган, передмісті Гранд-Рапідс, в 1980-х роках. Вони скоїли свої злочини в будинку для людей похилого віку Альпійського маєтку, де обидві працювали помічниками медсестри. У 1986 році вони познайомилися і швидко потоваришували, а потім стали коханками . Вони практикували сексуальну асфіксію та інші ігри, щоб досягти кращого оргазму.

## Кримінальні злочини
Ці дві жінки познайомилися в будинку престарілих Alpine Manor незабаром після того, як Грем переїхала до Мічигану з Техасу. У 1986 році вони швидко стали друзями, а потім і коханками. Грем запропонувала Кеті вбивати людей, щоб їм вийти новий рівень переживань під час їхніх сексуальних утіх. Перші спроби вбивства виявилися невдалими — жертви чинили опір. За свідченнями Кеті Вуд, у січні 1987 року Грем увійшла до кімнати жінки, яка страждала на хворобу Альцгеймера, і задушила її ганчіркою, при цьому Вуд спостерігала за цим процесом з боку. Жінка була надто слабка, щоб чинити опір і стала першою жертвою. Її смерть здавалася природною, і розтин трупа ніколи не проводилося. Вуд стверджувала, що Грем убила пацієнтку, щоб «зняти її напругу». Кожна з них вважала, що таємниця вбивства перешкодить іншому партнеру піти, таким чином зміцнивши їхні зв'язки. За наступні кілька місяців померло ще п'ять пацієнток санаторію. Багато з жертв, вік яких коливався від 65 до 97 років були недієздатними та страждали на хворобою Альцгеймера. Грем і Вуд обирали жертв так, щоб їхні ініціали склалися у слово «вбивство» (англ. M-U-R-D-E-R). Але коли ініціали стало важко підбирати, вони почали рахувати кожне вбивство як «день», як у фразі «Я кохатиму тебе вічно й один день». Пара розлучилася, коли Вуд відмовилася активно вбивати пацієнтів, а Грем почала зустрічатися з іншою медсестрою, яка також працювала в Alpine Manor. Потім Грем перебралася до Техасу з цією жінкою і почала працювати в лікарні, доглядаючи за немовлятами.

## Слідство
Розслідування вбивства почалося 1988 року, після того, як колишній чоловік Вуд прийшов до поліції із заявою, на вбивство вчинене нею роком раніше. Дружина розповіла йому історію вбивств, що відбулися у серпні 1987 року. Колишній чоловік вирішив повідомити про цей факт правоохоронцям лише у жовтні 1988 року. Так почалося розслідування кримінальної справи. Перша жертва була ексгумована 30 листопада 1988 року, майже через рік після її похорону.
Зрештою, було зібрано докази. Деталі вбивств були повністю передані Кеті Вуд органам правоохоронної влади США, чиє звинувачення було пом'якшено через укладання угоди зі слідством та наданням свідчень щодо Грем. 4–5 грудня 1988 року Грем та Вуд заарештували й звинуватили у двох вбивствах. Вуд було затримано у Вокері, а Грем в Тайлері у штаті Техас. При цьому, Грем не визнала ці звинувачення. Їх обидвох звинуватили у вбивстві за те, що вони нібито задушили п'ятьох літніх пацієнтів як частину «любовних утіх».
Під час слідства Вуд, в обмін на пом'якшення вироку, повідомила, що саме Грем запланувала і виконала вбивства, тоді як вона стежила, щоб не було свідків цих злочинів. 3 листопада 1989 року Грем була визнана винною по п'яти пунктах звинувачення у вбивстві та одному пункті за змову з метою вчинення вбивства. Суд засудив її до п'яти довічних термінів позбавлення волі. Грем помістили до жіночої виправної колонії Гурон Веллі в містечку Піттсфілд Чартер, штат Мічиган.
Кеті Вуд висунули звинувачення за одним пунктом у вбивстві другого ступеня та одним пунктом змови з метою вчинення вбивства другого ступеня. Вона була засуджена до 20 років за кожним пунктом і має право на умовно-дострокове звільнення з 2 березня 2005 року. Вуд помістили до федеральної виправної установи мінімального рівня безпеки, в Таллахассі у штат Флорид. Вона була звільнена 16 січня 2020 року і, як очікується, житиме з родичами в Південній Кароліні.
Кілька сімей подали до суду на власників Alpine Manor за те, що вони найняли «небезпечних та неврівноважених працівників». Альпійська садиба з тих пір припинила свою діяльність, але зараз у будівлі розташований будинок престарілих під назвою «Sanctuary at Saint Mary's».